# Daniel Depp
Pour les articles homonymes, voir Depp.
 (juillet 2017).
Si vous disposez d'ouvrages ou d'articles de référence ou si vous connaissez des sites web de qualité traitant du thème abordé ici, merci de compléter l'article en donnant les références utiles à sa vérifiabilité et en les liant à la section « Notes et références ».
Daniel Depp, né le 14 novembre 1953 à Paintsville, dans l'État du Kentucky, est un scénariste, un producteur de cinéma et un écrivain américain, auteur de roman policier.

## Biographie
À l'âge de quatre ans, ses parents divorcent et il habite alors avec sa mère et sa sœur. Elle se remarie et le nouveau couple a deux autres enfants, dont l'acteur Johnny Depp qui est donc son demi-frère. Faute de travail, la famille déménage souvent avant de s'installer en Floride.
Après ses études, il travaille comme professeur d'histoire et de littérature à San José en Californie. Il dirige ensuite une librairie et écrit des critiques d'arts pour différents journaux.
Au début des années 1990, il monte avec son demi-frère Johnny Depp une société de production cinématographique nommée Scaramanga Bros. Ils travaillent notamment ensemble à l'adaptation du roman Rafael, derniers jours (The Brave) de l'écrivain américain Gregory Mcdonald. Johnny Depp réalise le film The Brave, avec Marlon Brando, Elpidia Carrillo et lui-même dans les rôles principaux.
En 2009, il commence une carrière d'écrivain avec une série consacrée à David Spandau, un ancien cascadeur devenu détective privé à Los Angeles. Dans le premier roman de la série, Les Losers d'Hollywood (Loser's Town), Spandau doit protéger un jeune comédien. Dans le second volume de la série, intitulé Babylon Nights, il est amené à servir de garde du corps à une actrice sur le déclin lors du Festival de Cannes. Ces deux titres sont traduits en France dans la collection Sang d'encre par la maison d'édition Presses de la Cité.

## Œuvre

### SérieDavid Spandau
- Loser's Town (2009) Publié en français sous le titre Les Losers d'Hollywood, traduction de Olivier Deparis, Paris, Presses de la Cité, coll. « Sang d'encre », 2009 ; réédition Paris, Pocket, coll. « Pocket Policier » no 14400, 2011
- Babylon Nights (2010) Publié en français sous le titre Babylon Nights, traduction de Olivier Deparis, Paris, Presses de la Cité, coll. « Sang d'encre », 2011
- Devil's Dance (2014)

## Filmographie

### Comme scénariste
- 1997 : The Brave, film américain réalisé par Johnny Depp, d'après le roman Rafael, derniers jours (The Brave) de Gregory Mcdonald.